# Confederació per una Polònia Independent

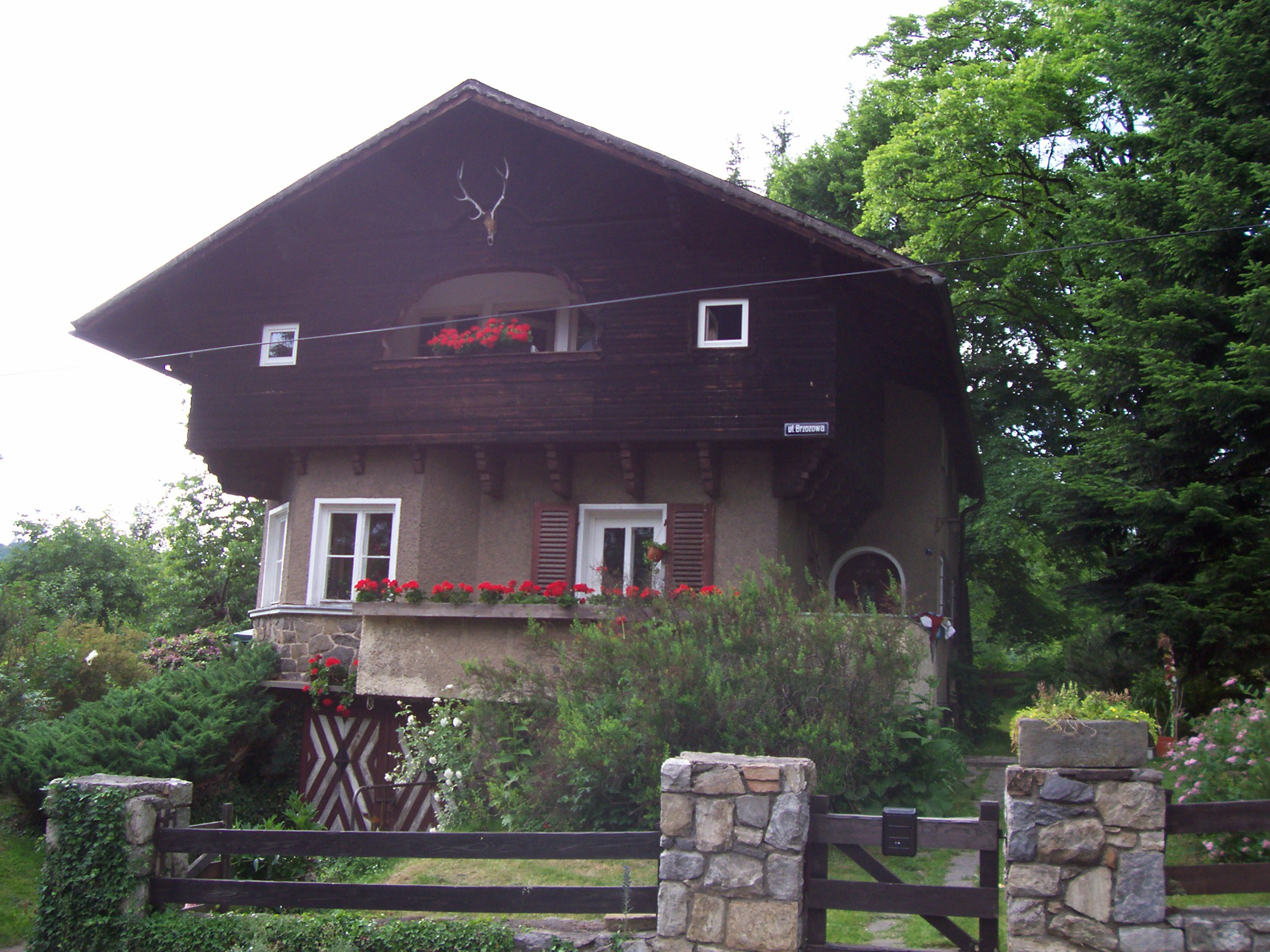
Casa on es va celebrar clandestinament la primera conferpencia de la KPN

Confederació per una Polònia Independent (polonès Konfederacja Polski Niepodległej, KPN) va ser un partit polític polonès fundat l'1 de setembre de 1979 per Leszek Moczulski i altres que es declaraven continuadors de les tradicions polítiques anterior a la guerra de Sanacja i Józef Piłsudski. Va ser el primer partit polític independent que es va proclamar públicament en el bloc oriental, tanmateix no fou reconegut per a República Popular de Polònia i els seus caps van ser detinguts moltes vegades. No va participar en la Mesa Rodona de Negociacions Polonesa.
Després de la caiguda del comunisme, Leszek Moczulski va ser candidat a les eleccions presidencials poloneses de 1990, però només va obtenir el 2,5% dels vots i es va retirar l'any següent. A les eleccions parlamentàries poloneses de 1991 el partit va obtenir el 7,5% dels vots i 48 escons, mentre que a les eleccions parlamentàries poloneses de 1993 va rebre el 5,7% i 22 escons. El 1996 va patir l'escissió de la facció Konfederacja Polski Niepodległej - Ojczyzna dirigida per Adam Słomka. La KPN es va incorporar a l'Aliança Electoral Solidaritat (Akcja Wyborcza Solidarność), però va deixar poc abans de les eleccions parlamentàries poloneses de 1997, en les quals no hi va participar.
Per a les eleccions parlamentàries poloneses de 2001 es va aliar amb Akcja Wyborcza Solidarność Prawicy, però els seus candidats va obtenir el 0,08% i l'AWSP (que va obtenir el 5,6%), no va assolir cap escó (el llindar va ser de 8%). El 2004 Leszek Moczulski va dissoldre la KPN, mentre que Słomka va declarar la seva KPN-O com a KPN i van aplegar alguns membres de l'ara dissolta KPN.

## Resultats electorals

### Sejm
| Any  | Vots             | %                | Escons           | +/–              |
| ---- | ---------------- | ---------------- | ---------------- | ---------------- |
| 1989 | 122,132          | 0.53 (#5)        | 0 / 460          | —                |
| 1991 | 841,738          | 7.5 (#6)         | 46 / 460         | 46               |
| 1993 | 795,487          | 5.77 (#6)        | 22 / 460         | 24               |
| 1997 | No hi participen | No hi participen | No hi participen | No hi participen |
| 2001 | Dins l'AWSP      | Dins l'AWSP      | 0 / 460          | =                |